# Günter Ledl
Günter Ledl (* 7. Oktober 1949 in Wiener Neustadt) ist ein österreichischer Automobilkonstrukteur. 

## Wirken
Ledl gründete 1973 im niederösterreichischen Tattendorf die „Ledl GesmbH Austria“, welche zunächst verschiedene Kunststoffprodukte, Badewannen, Swimmingpools, Schwimmbäder und Särge fertigte. Später verlegt das Unternehmen den Schwerpunkt auf die Produktion von Buggykarosserien und Sturzhelmen, bis im Jahr 1978 der erste selbstproduzierte Sportwagen unter dem Namen „Tanga“ präsentiert wird. Im Jahr 1981 ist das nun Ledl AS (für Ledl Austrian Sportscar) genannte Fahrzeug tatsächlich serienreif, und damit das erste österreichische Serienauto aus österreichischer Produktion seit Jahrzehnten. Für das 4,20 Meter lange, 850 Kilogramm schwere und mit einem 65 PS-Motor von Ford angetriebene Fahrzeug gingen bis Herbst 1982 128 Bestellungen ein. Nach diesem vielversprechenden Anfang kam es allerdings zu Problemen (unter anderem mit der österreichischen Bürokratie), und im Jahr 1987 wird nach 249 produzierten Ledl AS die Produktion aufgelassen. Günter Ledl lebt heute in Tattendorf als Produzent von Heckspoilern und Stoßstangen.

## Einzelnachweis
1. ↑  Niederösterreichische Nachrichten (Region Steinfeld), Woche 37/2006, S. 30